# Madame Charles Max
Madame Charles Max o Madame Max es una pintura al óleo sobre lienzo de Giovanni Boldini, pintor italiano afincado en París; Datada en 1896, la obra, una de las más conocidas del artista, se conserva en el Museo de Orsay de París.

## Contexto
Boldini representa a la bella y reconocida Jeanne Max (1869-1929), esposa de Charles Jules Max, una cantante y socialité de un “talento real e innegable", quien recibía en su salón "de suprema elegancia" a toda la élite parisina.
Este retrato de cuerpo entero fue expuesto por Boldini en el Salón de la Sociedad Nacional de Bellas Artes donde es admirado, como lo demuestran estas declaraciones del crítico François Thiébault-Sisson: “En el arte escabroso de acentuar, mediante lo inesperado del movimiento, mediante la pose inesperada, a menudo arriesgada, la gracia y el picante de sus modelos, Boldini no conoce rival".

## Descripción
La obra da sensación de belleza, juventud y dinamismo. La mujer, envuelta en prendas vaporosas y pinceladas, avanza ligeramente hacia el espectador, hacia quien dirige una mirada desinhibida y relajada. Boldini describe cuidadosamente la anatomía de la figura: como observaron los críticos de arte Giorgio Cricco y Francesco Di Teodoro, “la pierna izquierda simplemente se levanta, con la rodilla adelantada y el brazo correspondiente delgado hacia atrás, para equilibrar el paso, mientras que la mano derecha levanta hábilmente el vestido largo para facilitar aún más la marcha". Boldini se detiene también en el óvalo del rostro, donde destacan las mejillas sonrosadas, la sonrisa ligeramente retraída teñida de lápiz labial bermellón y el peinado despeinado. Madame Max está vestida con un vestido de noche gris perla, ceñido en la cintura por una faja dorada y sostenido por un delgado tirante del mismo color, el otro se ha deslizado provocativamente del hombro; luce un escote recto generoso.
Si las pinceladas que perfilan el rostro son descriptivas y atentas a los detalles, en la representación del vestido Boldini se permite un dibujo serpenteante y utiliza su proverbial "sciabolate" ("pinceladas sable"): el suntuoso vestido de noche autoriza de hecho el uso de pinceladas largas y delicadas, con las que la figura de Madame Max parece adquirir una ligereza sin precedentes, casi como si el pintor hubiera captado el maravilloso momento de un vuelo suspendido. 

## Análisis
Típico del ideal femenino de Boldini, este retrato presenta una armonía de grises muy whistleriana, entre las molduras de la pared del fondo y el color del vestido de la retratada. La pose inestable y dinámica de la modelo exalta su sensualidad.
La pintura en tonos blancos y grises está admirablemente ejecutada; el encuadre reduce al máximo la relación de la figura con su entorno y los objetos circundantes.
Con la sonrisa inequívoca y llena de picardía que Madame Max dirige al espectador, Boldini también se refiere a otra verdad: la de una época en la que algunas damas jóvenes empiezan a desafiar las costumbres burguesas y muestran con orgullo su feminidad. El detalle del tirante es similar al del retrato de Madame X de John Singer Sargent que en 1884 había provocado tal escándalo en París que el autor tuvo que abandonar la ciudad, pero poco más de una década después, el gesto ya es aceptable para la moralidad fin de siècle. En el fondo, a la izquierda, Boldini representa un marco de puerta tallado, aludiendo así al mundo fastuoso en el que ella vive, lleno de esplendor y mundanidad. 